# Кауфман, Дитер
Ди́тер Ка́уфман (нем. Dieter Kaufmann, 22 апреля 1941 года, Вена) — австрийский композитор и теоретик, педагог, один из пионеров электроакустической музыки в Австрии.

## Биография
Дитер Кауфман родился 22 апреля 1941 года в Вене и вырос в Каринтии. Изучал германистику и историю искусств в Венском университете. Получил музыкальное образование по классам виолончели и композиции в Венской консерватории.
С 1963 по 1967 год был артистом хоровых театральных коллективов Вены (Венская государственная опера, Венская народная опера, Theater an der Wien). В 1966 году работал в региональной студии ORF в Каринтии.
С 1967 по 1969 год Дитер Кауфман изучал композицию у Оливье Мессиана и Рене Лейбовица в Парижской консерватории.
В Париже изучал также электроакустическую музыку в студии Groupe de Recherches Musicales под руководством Пьера Шеффера и Франсуа Бейля.
В 1970 году вернулся в Вену и начал сотрудничество с Институтом электроакустической и экспериментальной музыки (нем. Institut für elektroakustische und experimentelle Musik), основанным Карлом Шиске при Венской консерватории.
В 1975 году вместе с женой, актрисой Гундой Кёниг основал музыкально-театральную студию K&K Experimentalstudio.

## Преподавательская и организационная деятельность
С 1976 по 1980 год Дитер Кауфман являлся вице-президентом, а с 1983 по 1988 — президентом Австрийского отделения Международного общества современной музыки.
С 1983 по 1990 год Дитер Кауфман возглавлял класс композиции Государственной консерватории в Каринтии.
С 1988 по 1991 год Дитер Кауфман являлся президентом Международного Общества электроакустической музыки.
С 1991 по 2006 год Дитер Кауфман занимал должность директора и профессора композиции Института Электроакустики и экспериментальной музыки (Вена).
С 2001 по 2003 год Дитер Кауфман являлся президентом Союза Композиторов Австрии, с 2001 года он — президент «Austro Mechana» (Австрийское Общество Авторских Прав).

## Творческая деятельность
Как композитор, Дитер Кауфман работает в самых различных областях музыки: камерной, фортепианной, органной, вокальной, симфонической, оперной, театральной, электроакустической, электронной, компьютерной, что в определённой степени отражено и в его дискографии.
Некоторые наиболее известные музыкальные произведения Дитера Кауфмана:
- Automne pathétique, 1972
- Herbstpathétique/Bildnis, 1972
- Evocation, 1974
- Le Ciel et la Terre, 1985
- Concertomobil, 1986
- Voyage au paradis, 1987
- Blech&Kehle: Eine Alpensymphonie, 1992
- Schrott&Korn: Eine Abfallsymphonie, 1992
- Extraplatte, 1994
- Berceuse pour piccoletto, 1999
- Adagio — automne, 2002
- Symphonie acousmatique, 2010

Некоторые названия приведённых произведений — авторские неологизмы, причём не только «германоязычного происхождения».

## Призы и награды
- Förderungspreis der Stadt Wien (1967)
- Förderungspreis des Landes Kärnten (1974)
- Kompositionspreis des Musikprotokolls beim Steirischen Herbst (1975)
- Magisterium für elektroakustische Musik in Bourges, France (1988)
- Ernst-Krenek-Preis of the City of Vienna (1990)
- Preis für Musik (Stadt Wien) (1991)
- Würdigungspreis des Landes Kärnten (1992)
- Würdigungspreis des Bundes (1996)
- Kärntner Landeskulturpreis (2008)